# Esteban Suárez (piłkarz urugwajski)
Esteban Suárez – piłkarz urugwajski, napastnik.
Jako piłkarz klubu CA Bella Vista wziął udział w turnieju Copa América 1949, gdzie Urugwaj zajął szóste miejsce. Suárez zagrał w czterech meczach – z Boliwią (wszedł za Simóna Garcíę), Paragwajem, Kolumbią (zmienił go Miguel Martínez) i Brazylią (zmienił go Miguel Martínez).
W reprezentacji Urugwaju Suárez grał tylko w 1949 roku podczas turnieju Copa América – rozegrał w niej łącznie 4 mecze i nie zdobył żadnej bramki.